# Göteborgs centralstation

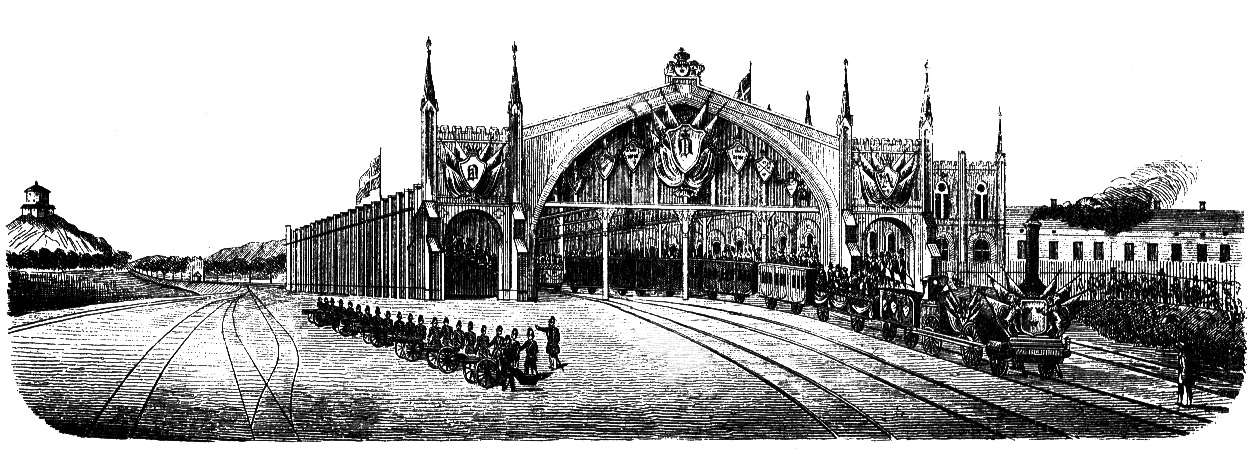
Invigningen i oktober 1858

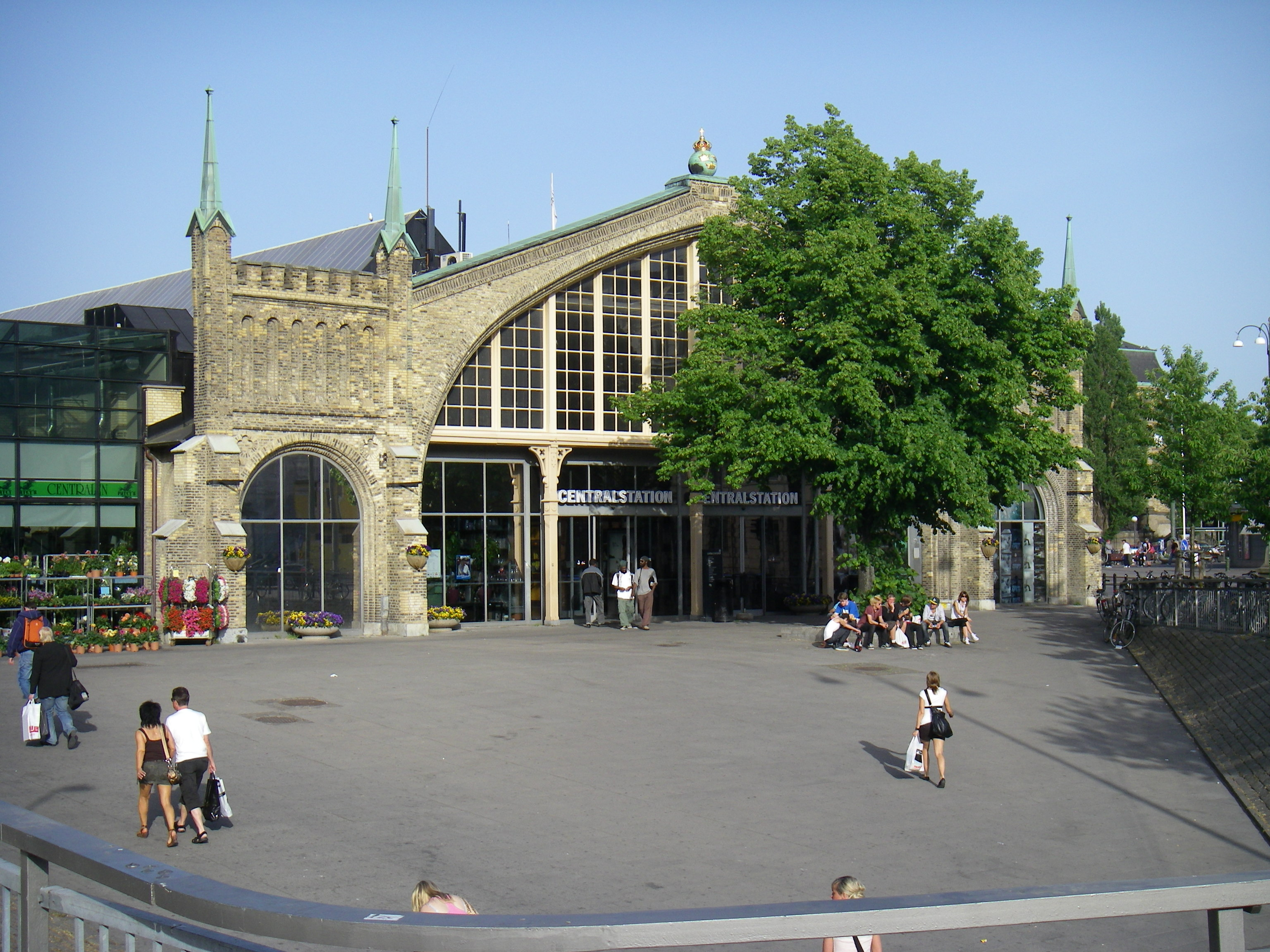
Västra entrén till centralstationen

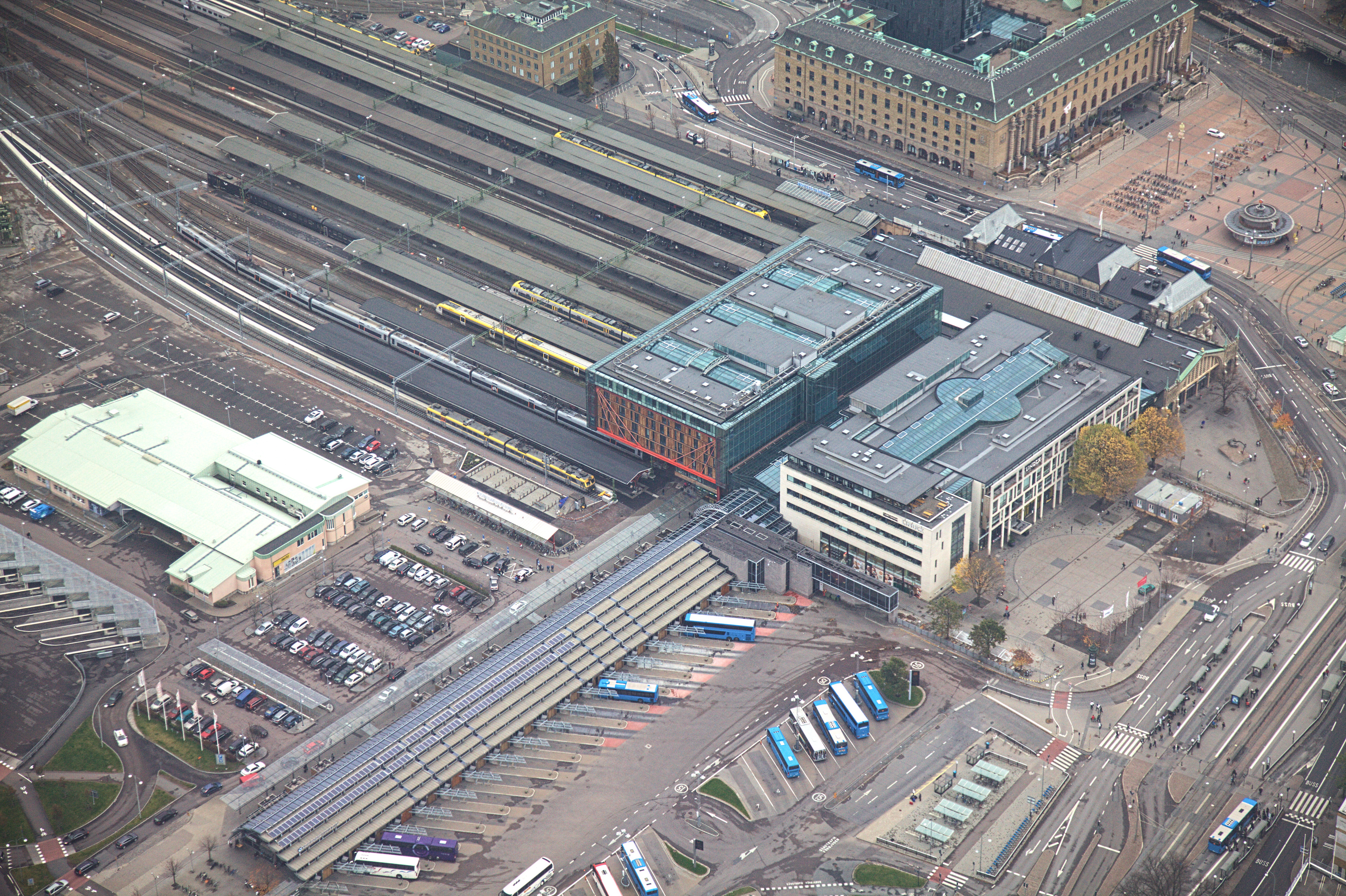
Centralstationen och Nils Ericsonterminalen från luften 2013

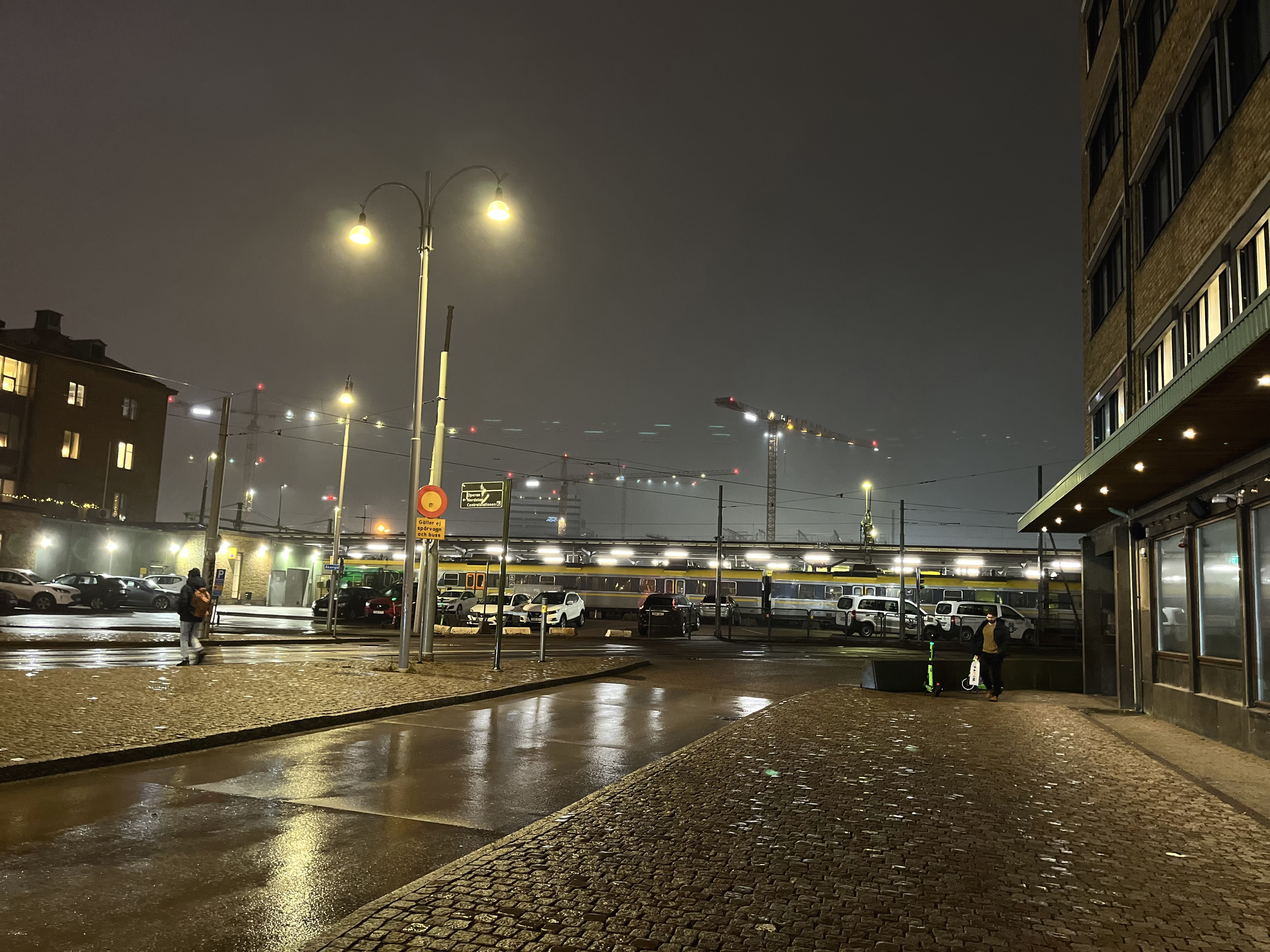
Nattbild utanför Centralstationen

Göteborgs centralstation är centrum för den spårburna kollektivtrafiken i Västra Götalandsregionen. Göteborgs pendeltåg, regionaltåg samt fjärrtåg till stora delar av Sverige utgår härifrån, varje dag passerar här över 90 000 resenärer och cirka 32,8 milj per år. Centralens stationssignatur är G eftersom den var den första statsbanestationen som började på bokstaven G. Centralstationen ägs och förvaltas av statliga Jernhusen.

## Historia

### Bakgrund, första stationshuset
På 1830- och 1840-talen började järnvägar byggas i en del länder i Europa, men i Sverige tvekade man inför kostnaderna. I början av 1850-talet beslutade dock staten att anlägga några huvudbanor, bland annat Göteborg–Stockholm. Denna järnvägs första sträcka var Göteborg–Jonsered som invigdes den 1 december 1856, en av de första i Sverige.
Mellan Göta älv och den gamla landsvägen, byggdes det första stationshuset — provisoriskt till att börja med — och hit flyttade 1855 en tillförordnad stationschef, en maskiningenjör, en tillförordnad bokförare, en biljettförsäljare samt en tillförordnad konduktör. I ett hus vid Lilla Bommen inrättades "JernvägsBureaun" med chefen, överste Nils Ericson samt två ingenjörer, en kamrer, en materialförvaltare, en ritare, två bokhållare och en vaktmästare. I Hypoteksföreningens hus vid Gustaf Adolfs torg inhystes kassören, det juridiska ombudet samt läkaren. Sammanlagt sexton personer, fördelade på tre byggnader. Två spår ledde in till bangården och ett spår var utdraget till Lilla Bommens hamn.

### Nuvarande byggnaden
Stationshuset är byggt på resterna av bastionen Johannes Rex och ravelinen Prins Fredrik, utanverk till den tidigare stadsmuren. Det gamla kvartersnamnet var Kvarteret 9 Nye Port, och det nuvarande är kvarteret Drottningtorget. Centralstationen hette ända in på 1900-talet Statens järnvägsstation, för att kunna skilja den från Göteborgs tre övriga järnvägsstationer. På centralstationens plats stod tidigare Blomster-Jöran, det var namnet i folkmun på den skampåle som fanns utanför det dåvarande länshäktet.
Byggnaden uppfördes för Västra stambanan 1856–1857, efter ritningar av Adolf Wilhelm Edelsvärd, känd som chefsarkitekt för Statens Järnvägars arkitektkontor 1855–1895. Från början fanns det i stationsbyggnadens bottenvåning en stor vestibul och två väntsalar samt restauranger; en för första och andra klass och en för tredje klass. Här fanns även rum för polis samt ett diligenskontor. I den norra delen av stationsbyggnaden var det en banhall där tågen körde in och passerade ut på den nuvarande Nils Ericsonsplatsen. Norrut fanns det verkstäder och godsmagasin samt ytterligare spår. Av byggnadens utsmyckningar togs mycket bort på 1870-talet då huvudbyggnadens tak ändrades och fick sin nuvarande branta form.

### Ombyggnad, utveckling
År 1923 byggdes stationen om och utökades. Arkitekt var Folke Zettervall, som då blivit SJ:s arkitekt. Vestibulen mot Drottningtorget blev då biljetthall och den stora banhallen inreddes som vänthall. Den 14 mars 1923 eldhärjades centralstationen svårt och stora skador uppstod, vilket var extra olyckligt eftersom byggnaderna renoverats inför mottagandet av alla resande till Jubileumsutställningen i Göteborg som öppnade den 8 maj samma år. Byggnadens taxeringsvärde 1889 var 500 000 kronor.

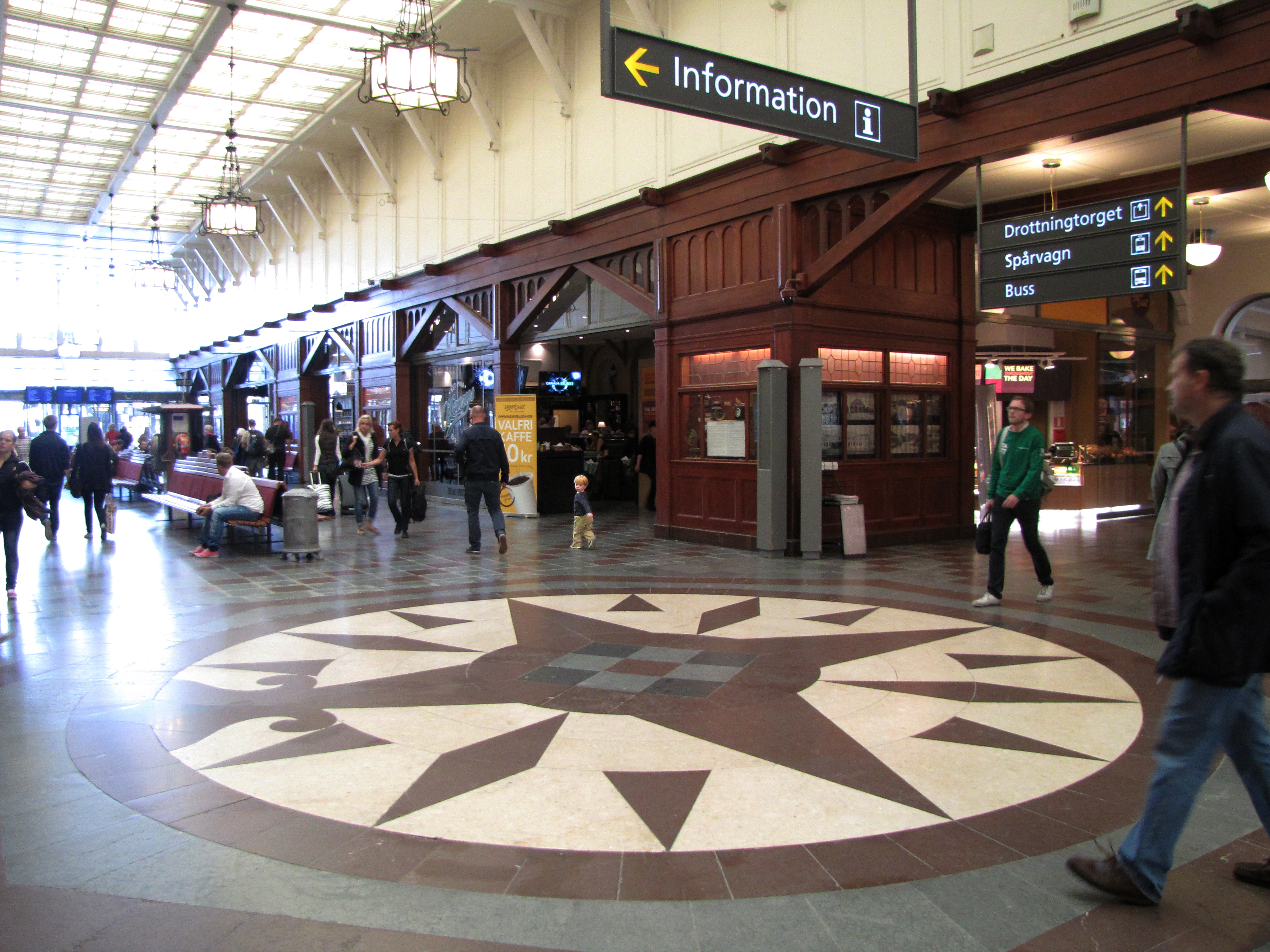
Banhallen från 1856, ombyggd 1923 till vänthall med namnet Centralhallen.
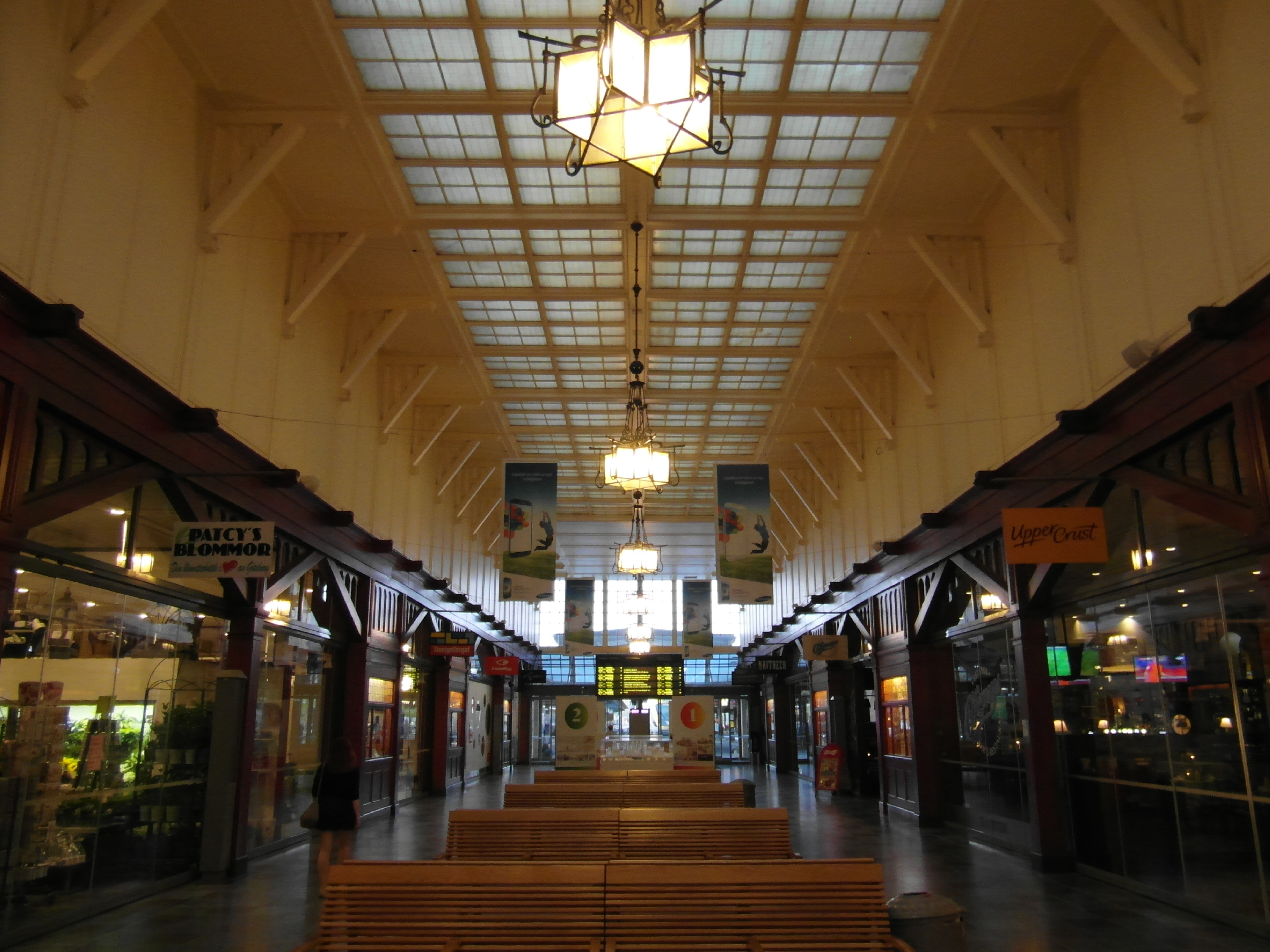
Centralhallen
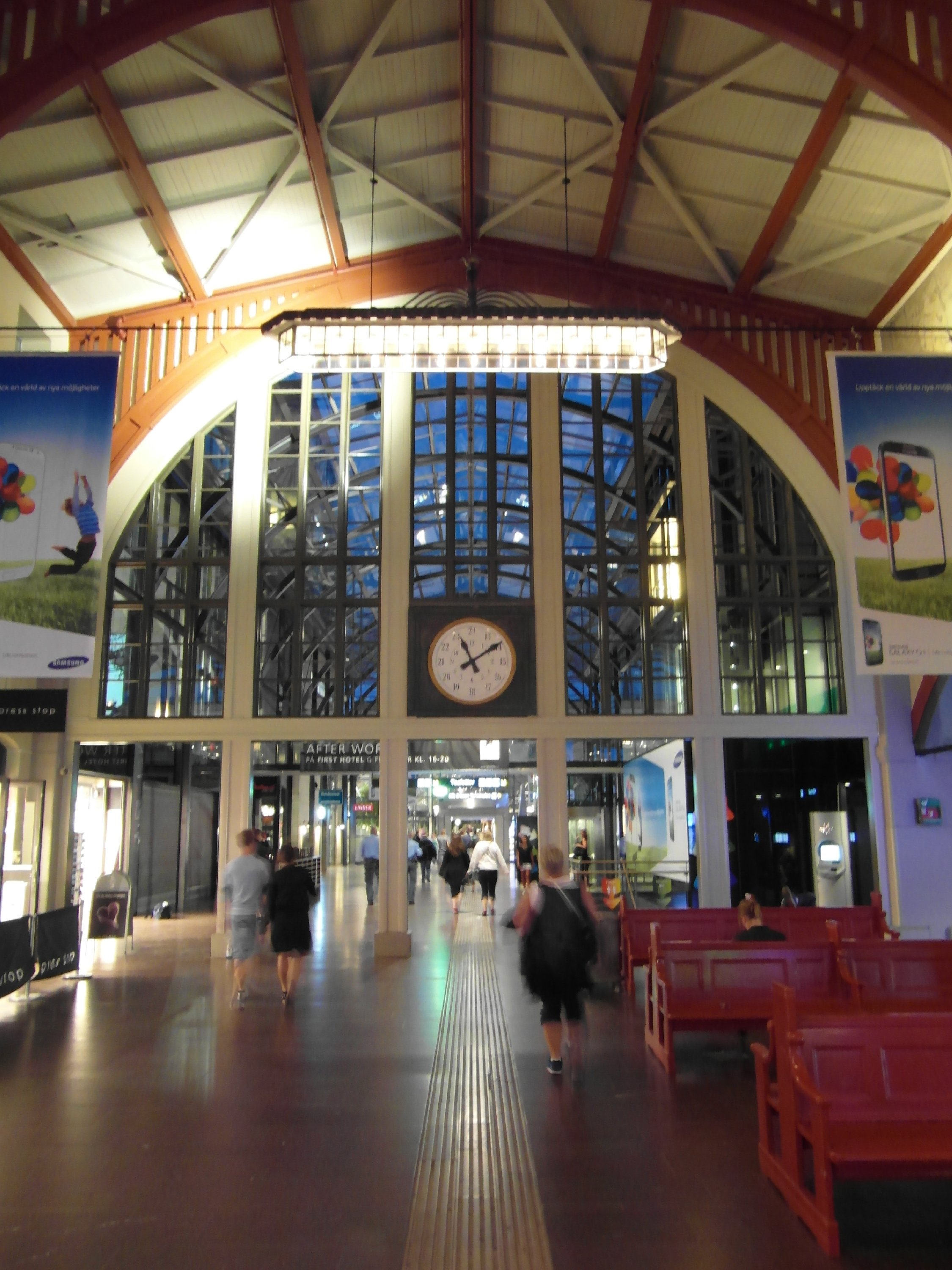
Yttre hallen mot Nils Ericsonterminalen
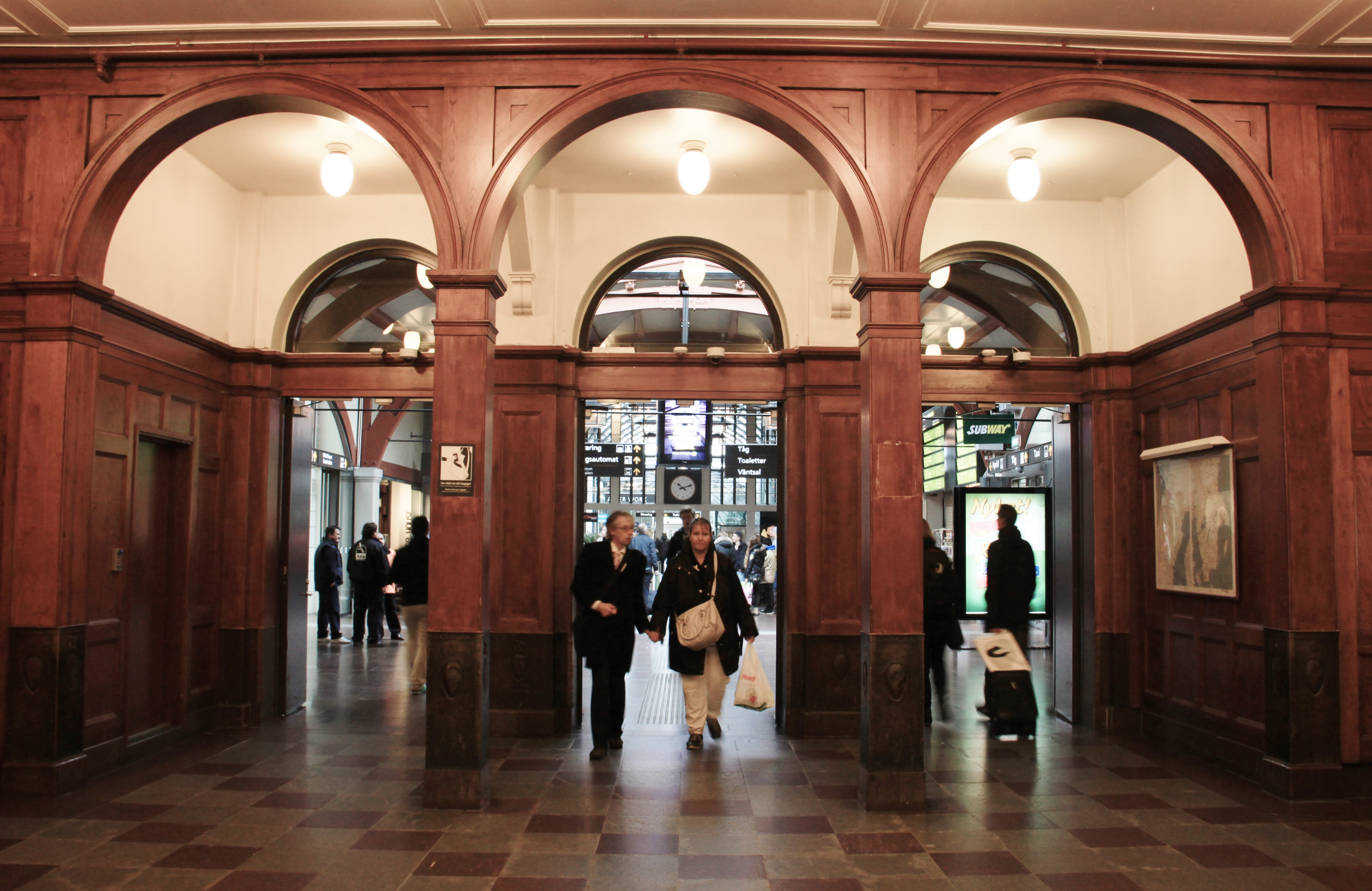
Centralhallen mot Yttre hallen

De första åren användes stationen bara av den statliga Västra stambanan. 1909 leddes trafiken på Bohusbanan dit, då dess bro över Göta älv var klar. År 1930 tillkom persontrafiken för Bergslagsbanan, Boråsbanan och Västkustbanan, vilka dittills hade använt Bergslagsbanans station. Det var vid anslutandet av dessa banor 1930 som stationen blev en centralstation. Mellan 1928 och 1930 utvidgades centralstationen för att den nya trafiken skulle få plats. Bland annat uppfördes en tvärställd byggnad, den så kallade Yttre Hallen, vänd mot järnvägsspåren, ritad av Zettervall. Ut mot perrongerna dekorerades väggarna med målningar av Filip Månsson som föreställer järnvägslinjer som utgick från Göteborg. Efter 1930 gjordes flera ändringar och en restaurang har byggts ut mot Drottningtorget.

#### Utbyggnadsplaner
Diskussioner har förts om att flytta eller bygga om dagens centralstation. På 1930-talet fördes diskussioner om att bygga en ny centralstation på den gamla obebyggda tomten intill Gårda, kallad Tegelbruksängen, efter det tegelbruk som legat där fram till 1850. Meningen var redan då att bygga bort säckstationen och få genomgående trafik mellan Västra stambanan och Västkustbanan vidare skulle närbelägna Boråsbanan (nuvarande del av Kust till kust-banan) och Bohusbanan ansluta hit. Men av järnvägsbyggande på denna plats blev det ingenting, istället byggde man senare en stor idrottsarena på denna plats, Ullevi.
På 1940-talet fanns det långtgångna planer på totalrivning av stationen. Alternativet var då ett femvånings funkisbygge i anslutning till ett hotell med 15 våningar. När Bergslagernas Järnvägar förstatligades 1947 utlovades ett hotell vid centralstationen, och i samband med dessa planer diskuterades en rivning av den yttre hallen från 1930. En proteststorm satte dock stopp för detta. Anledningen var de fem stycken 30 kvadratmeter stora målningar, föreställande de fem samlokaliserade järnvägarna från Göteborg. De var målade av Filip Månsson direkt på väggen och gick endast att rädda genom att hallen fick stå kvar.

### Senare år, övrigt
År 1993 restaurerades centralstationen och 2000 började Centralhuset att uppföras, vilket var klart 2003.
Tidigare fanns det även ett lokstall vid stationen, detta är numera borta och lokstationen ligger istället i Sävenäs. Under 1800-talet passerade över en miljon svenskar byggnaden på sin väg till hamnen och vidare till Amerika.
I centralsstationsområdets sydöstra del ligger före detta Västgötabanans stationshus (uppfört 1931), ett fyravåningshus i gult tegel. Cirka 300 meter norr om centralstationen ligger det tidigare stationshuset för Bergslagsbanan (uppfört 1881).

#### Bevarande
Centralstationens äldre del ingår i Göteborgs kommuns Bevaringsprogram 1975 och 1987 samt är utpekad som riksintresse för kulturmiljövården enligt de bestämmelser om numera återfinns i 3 kap 6 § miljöbalken . Stationen är byggnadsminne sedan 1 januari 2001 med fastighetsbeteckningen Gullbergsvass 17:3. Den var tidigare statligt byggnadsminne sedan 21 augusti 1986.

## Trafik och terminaler
Tågen till centralstationen kommer från fem olika järnvägslinjer:
- Norrifrån på Bohusbanan (Strömstad–Uddevalla)
- Norrifrån på Norge/Vänerbanan (Oslo och Karlstad)
- Österifrån på Västra stambanan (Stockholm)
- Söderifrån på Västkustbanan (Malmö)
- Från sydost på Kust till kust-banan (Kalmar–Borås)

Tidigare har även den smalspåriga Västgötabanan ankommit och avgått härifrån.
Idag har Göteborgs centralstation 16 spår som slutar vid stationshuset, en så kallad säckstation, detta innebär att alla tåg som ska vidare måste vända efter att de stannat i Göteborg. För att slippa detta ska Trafikverket genomföra det stora järnvägsprojektet Västlänken. 
Spåren tillåter olika längd på tågen. Spår 1-2 har 280 meter, spår 3-4 380 m, spår 5 280 m, spår 6 320 m, spår 7-8 420 m, spår 9-10 230 m, spår 11 190 m, spår 12-14 170 m och spår 15-16 230 m.
Valet av spår för de olika tågen beror mest på vilken bana tåget kommer ifrån eller ska gå till. På så sätt undviker man att tåg till olika banor korsar varandras väg. Följande princip gäller: Alingsåspendeln, spår 1-2. Tåg mot Västra stambanan, spår 3-7. Tåg mot Bohusbanan och Norge/Vänerbanan, spår 8-9,11-12. Alependeln, spår 10. Tåg mot Västkustbanan och Kust till kust-banan, spår 12-14. Kungsbackapendeln, spår 15-16. Detta är tumregler, och kan avvika.

### Resecentrum Göteborg
Benämningen centralstationen används vanligen om den ursprungliga järnvägsstationen medan benämningen Centralhuset används för att beskriva centralstationen och den hotellbyggnad som blev klar 2003. Ägarna till de olika byggnaderna runt Göteborgs centralstation har gått samman och kallar dem med ett gemensamt namn för Resecentrum Göteborg. I närheten av stationen finns affärscentrumet Nordstan och en större knutpunkt för spårvägen; Drottningtorget.
Drottningtorget passeras av de flesta av stadens spårvägslinjer och några busslinjer. Här vänder även Lisebergslinjen.

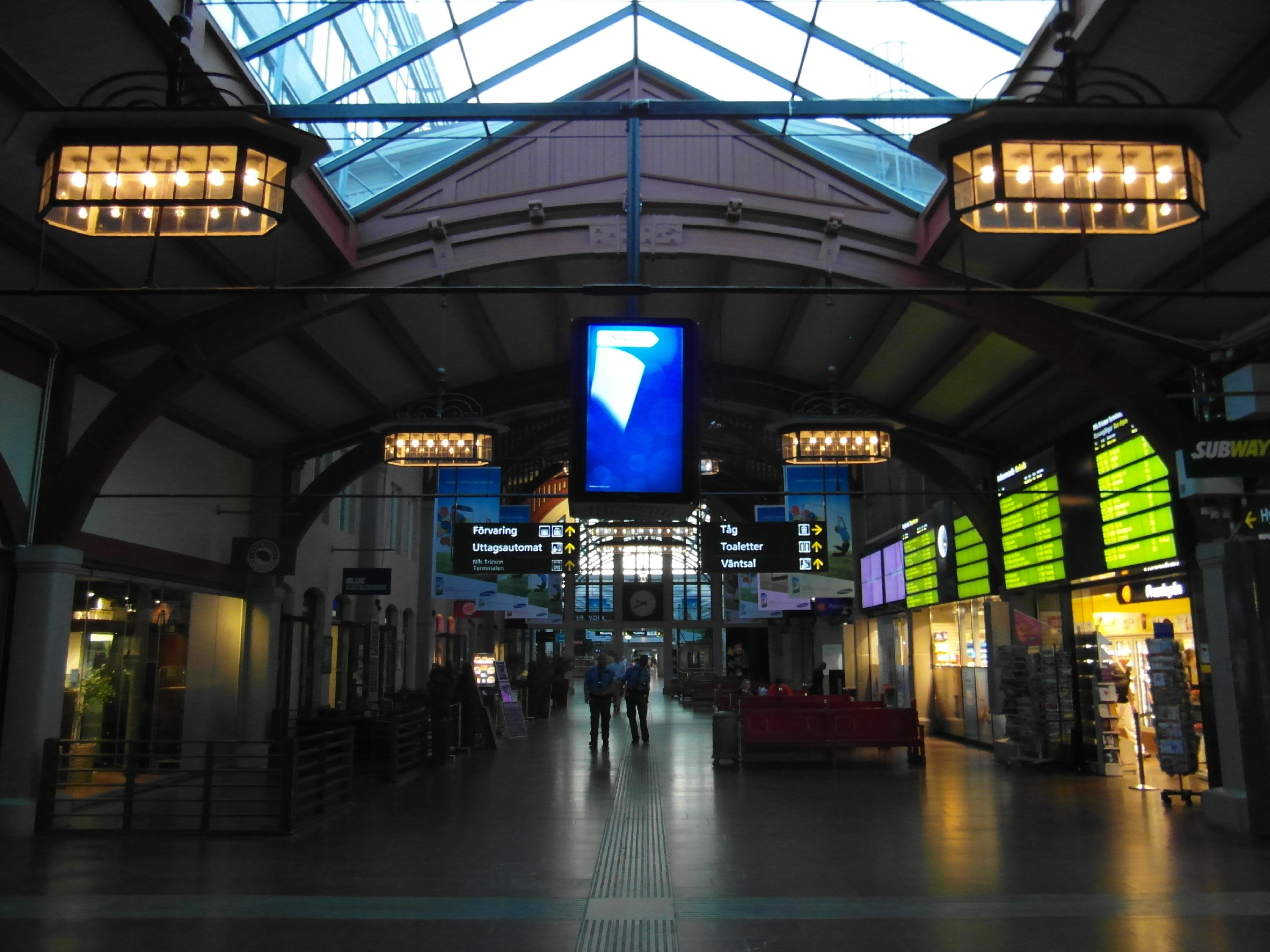
Yttre hallen
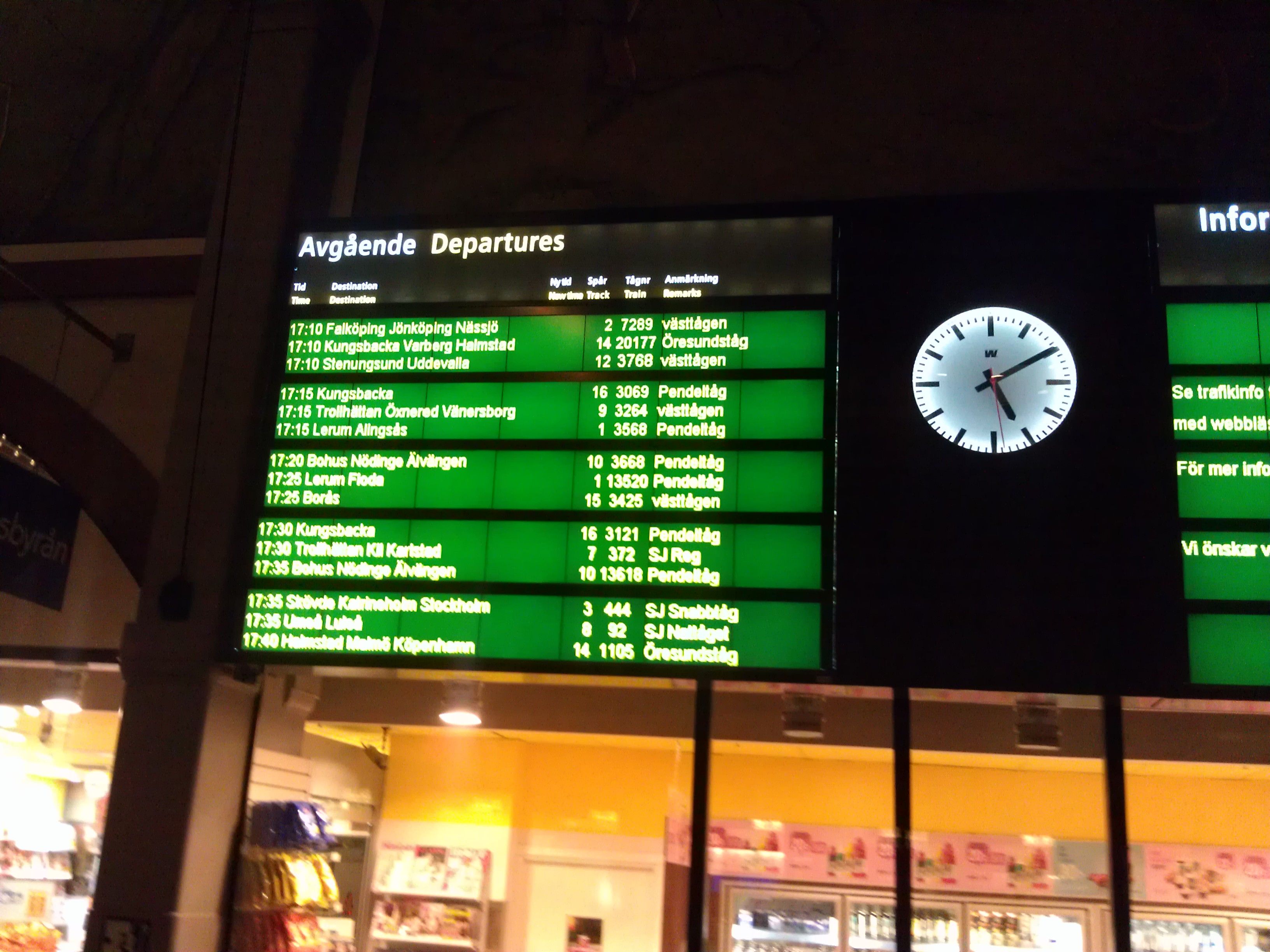
Tågtavlan i Yttre hallen
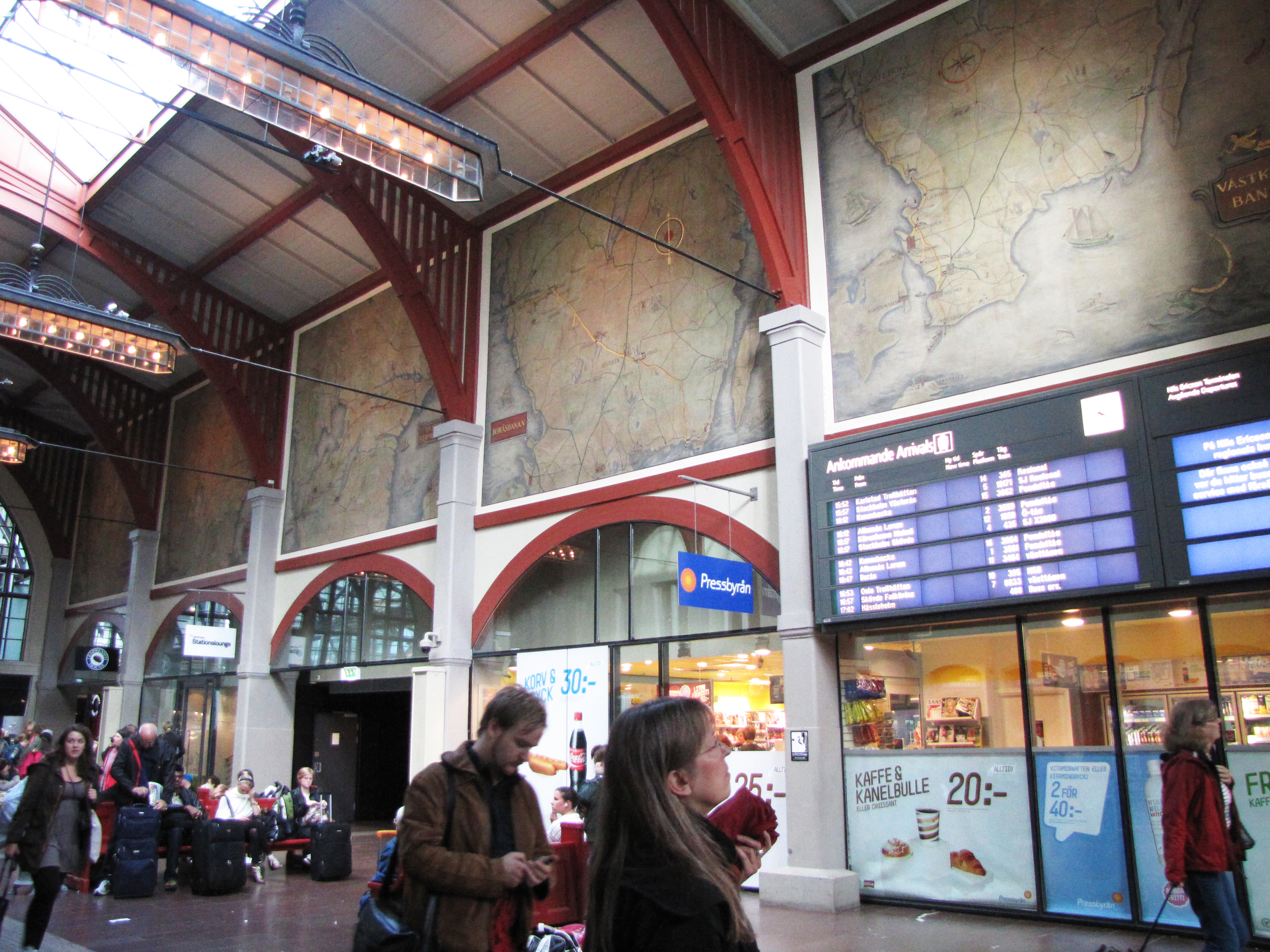
Yttre hallen med Filip Månssons målningar på väggen.
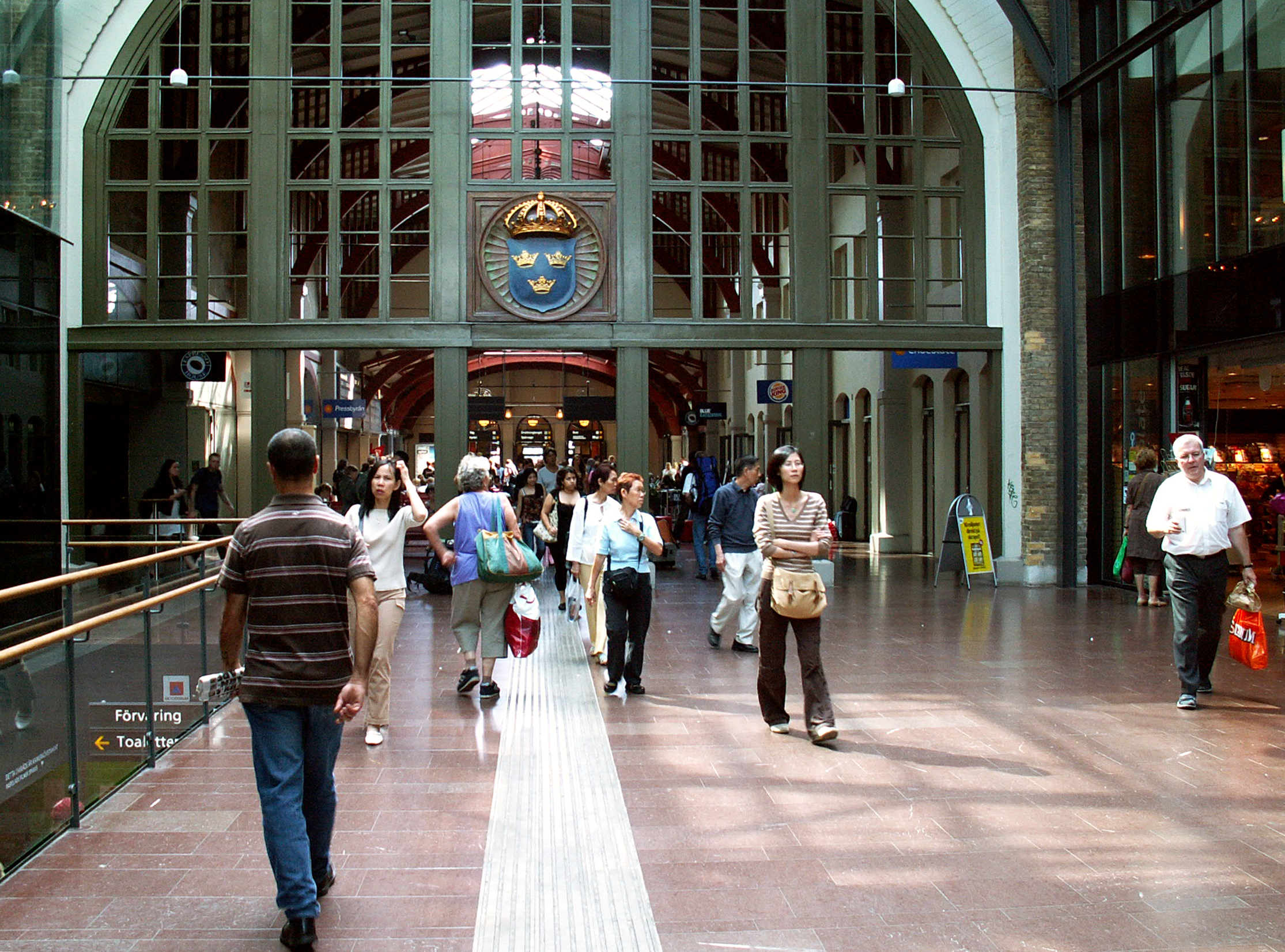

Centralhuset är ett byggnadskomplex som byggts samman med centralstationen. Här finns flera butiker, restauranger, hotellet First Hotel G, huvudkontoret för klädkedjan Lindex och diverse service. NCC som anförtroddes byggnationen av Centralhuset utlyste en internationell arkitekttävling, och det vinnande förslaget kom från arkitektkontoret Kari Nissen Brodtkorb A/S från Oslo. Projektet kostade över 600 miljoner kronor och 2008 arbetade ungefär 500 personer här. Byggnadens totala storlek är 34 000 m².[källa behövs]

## Nils Ericsonterminalen
Nils Ericsonterminalen är en bussterminal som ligger i anslutning till Göteborgs centralstation för järnvägstrafik och Centralhuset, Göteborg. Från terminalbyggnaden avgår Västtrafiks bussar till olika delar av länet utanför Göteborgs stad, inkl flygbussar, och numera även fjärrbussar. Härifrån avgår bussar till hela Sverige och övriga Europa med bussbolagen Nettbuss, Flixbus med flera. Det går omkring 1 000 avgångar per dag. Åkareplatsen resecentrum nära centralstationen byggdes 2018 och har vissa regionbusslinjer.

## Centralstationen spårvagnshållplats
På Drottningtorget framför Centralens huvudentré trafikerar ett flertal spårvagnslinjer. Här finns också Pressbyrån och Västtrafiks kundservice. Spårvägssällskapet Ringlinien har sin permanenta hållplats i vändslingan framför Hotel Eggers, och härifrån kan man sommar- och jultid åka med gammal spårvagn till Liseberg, på Lisebergslinjen. Hållplatsen invigdes 1881 för hästspårvagnar och 1902 började elektriska spårvagnar att trafikera. Centralstationen är tillsammans med Brunnsparken stadens största spårvagnsknutpunkter. De flesta av spårvägens linjer plus Lisebergslinjen passerar dessa båda platser.

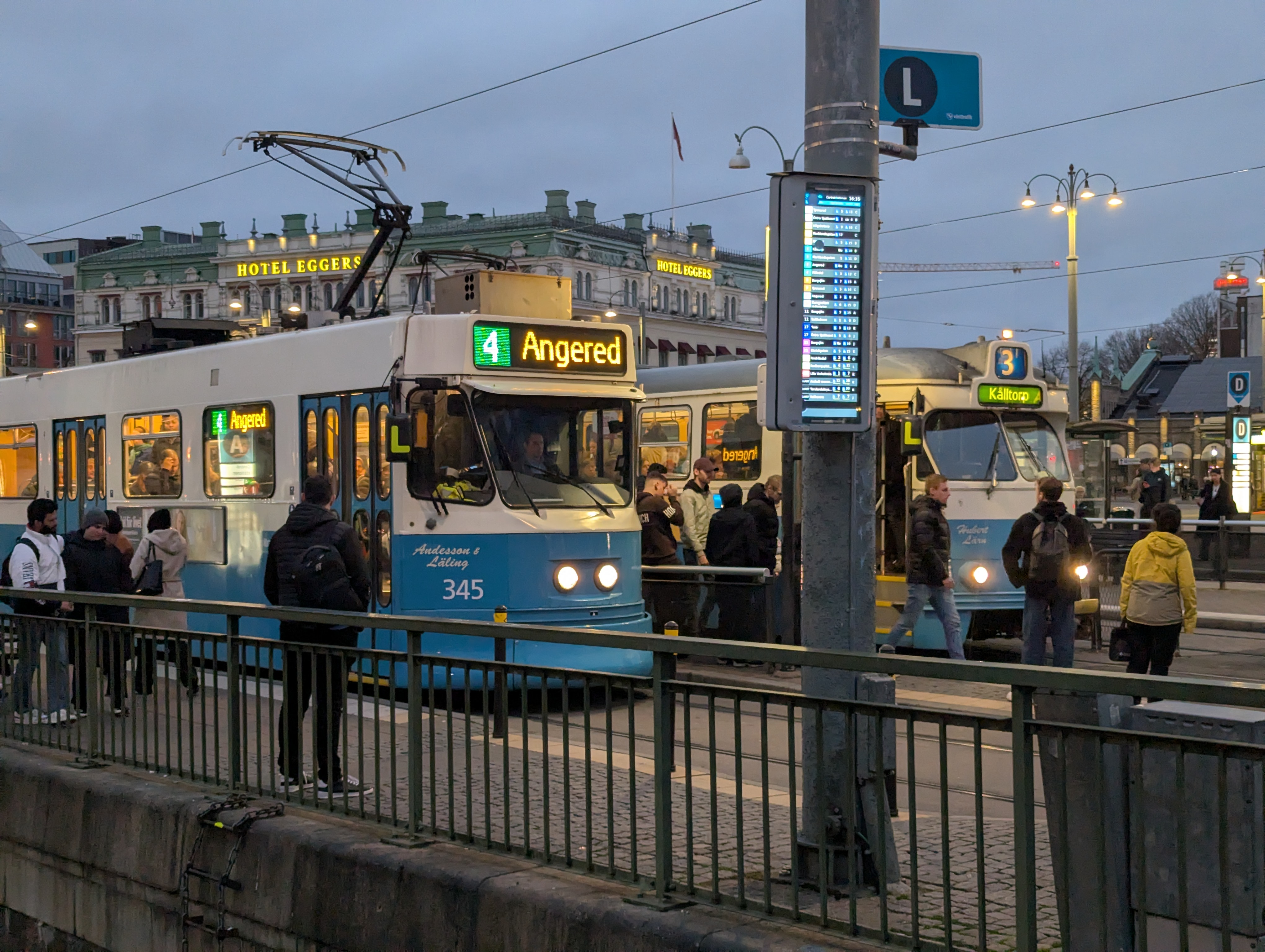
Centralstationen spårvagnshållplats
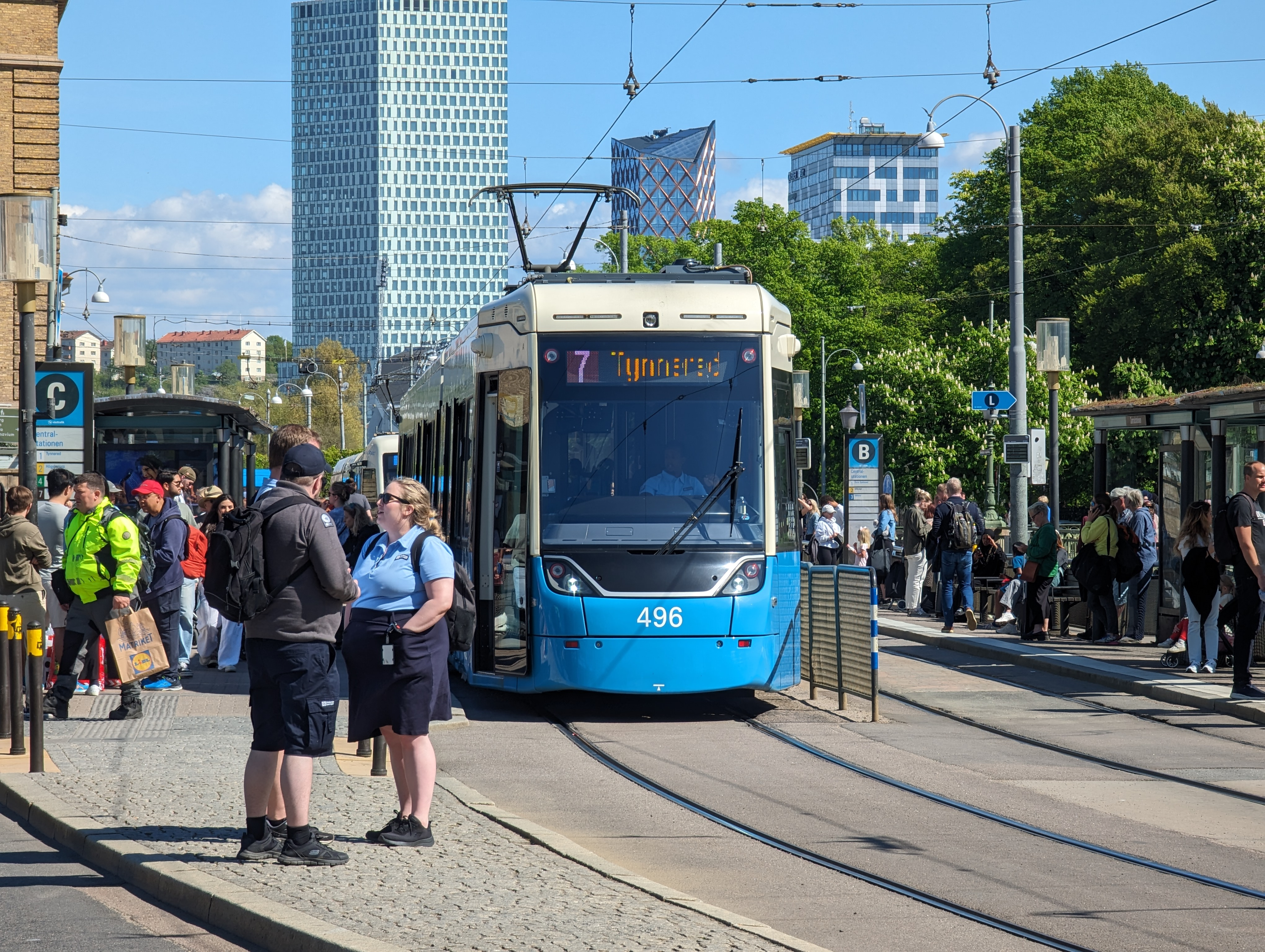
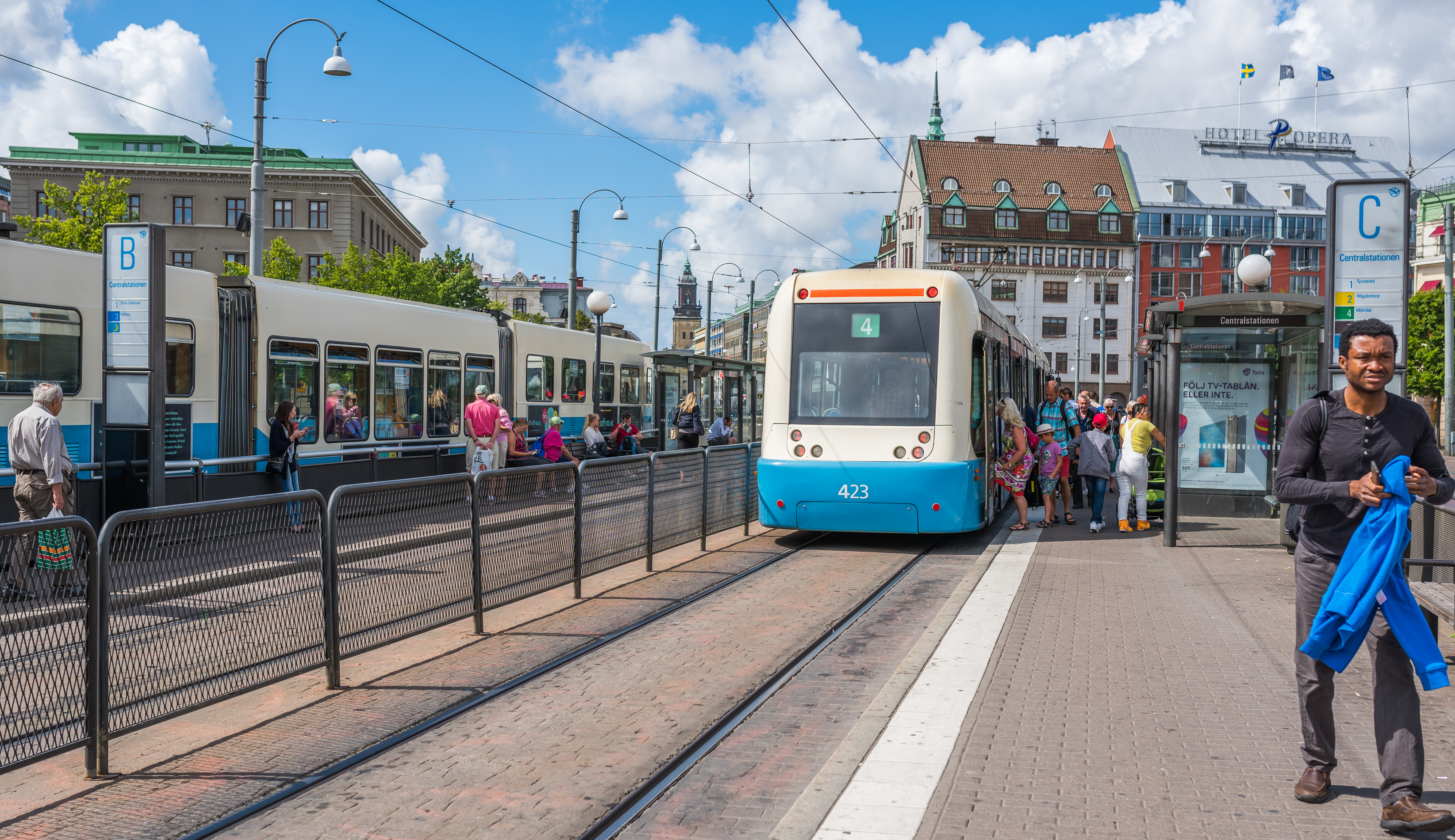

| Sidoperrong D |   |
|               | ← |
|               | ← |
| Sidoperrong C |   |

| Sidoperrong B |   |
|               | → |
|               | → |
| Sidoperrong A |   |

### Linjer

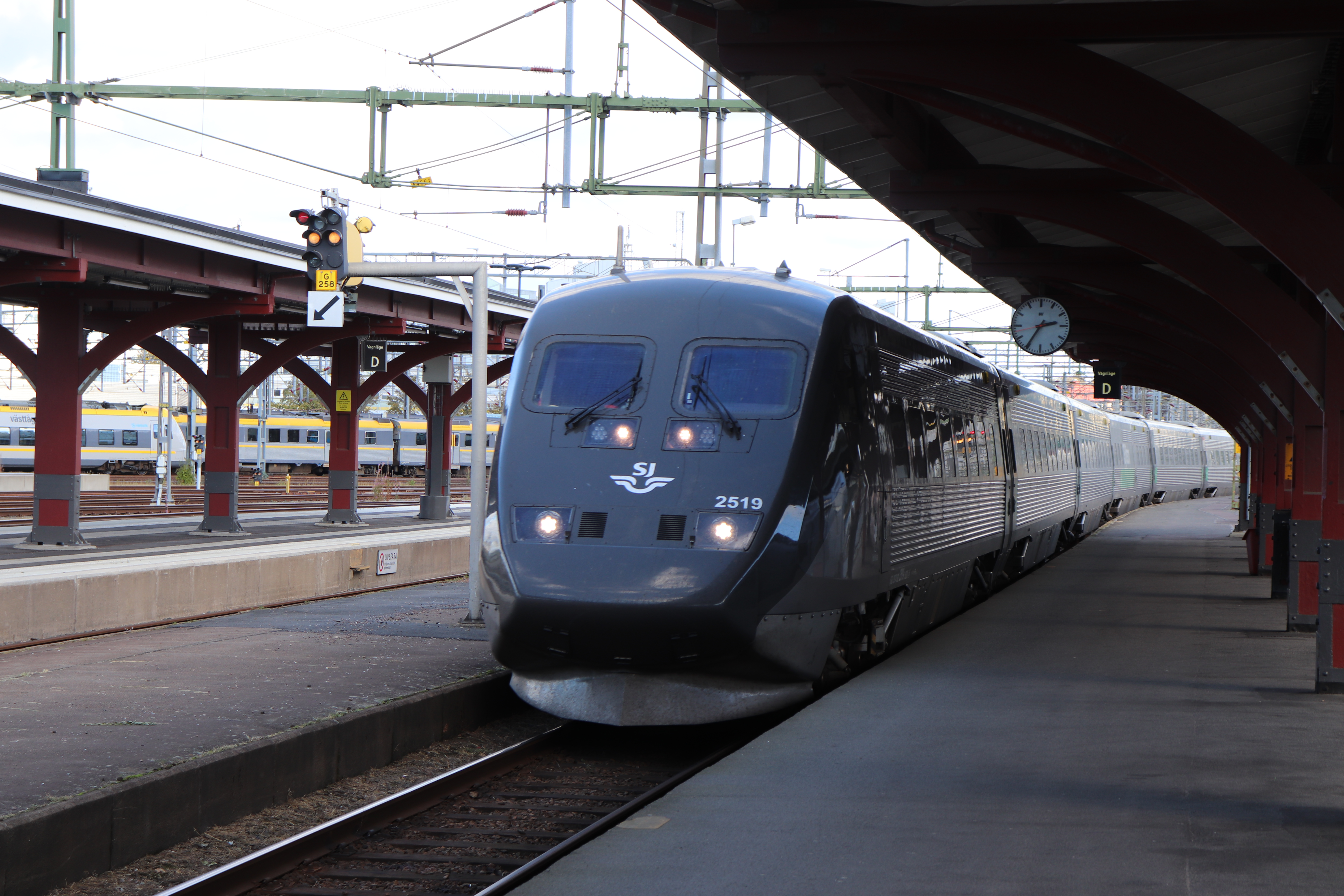
SJ fjärrtåg

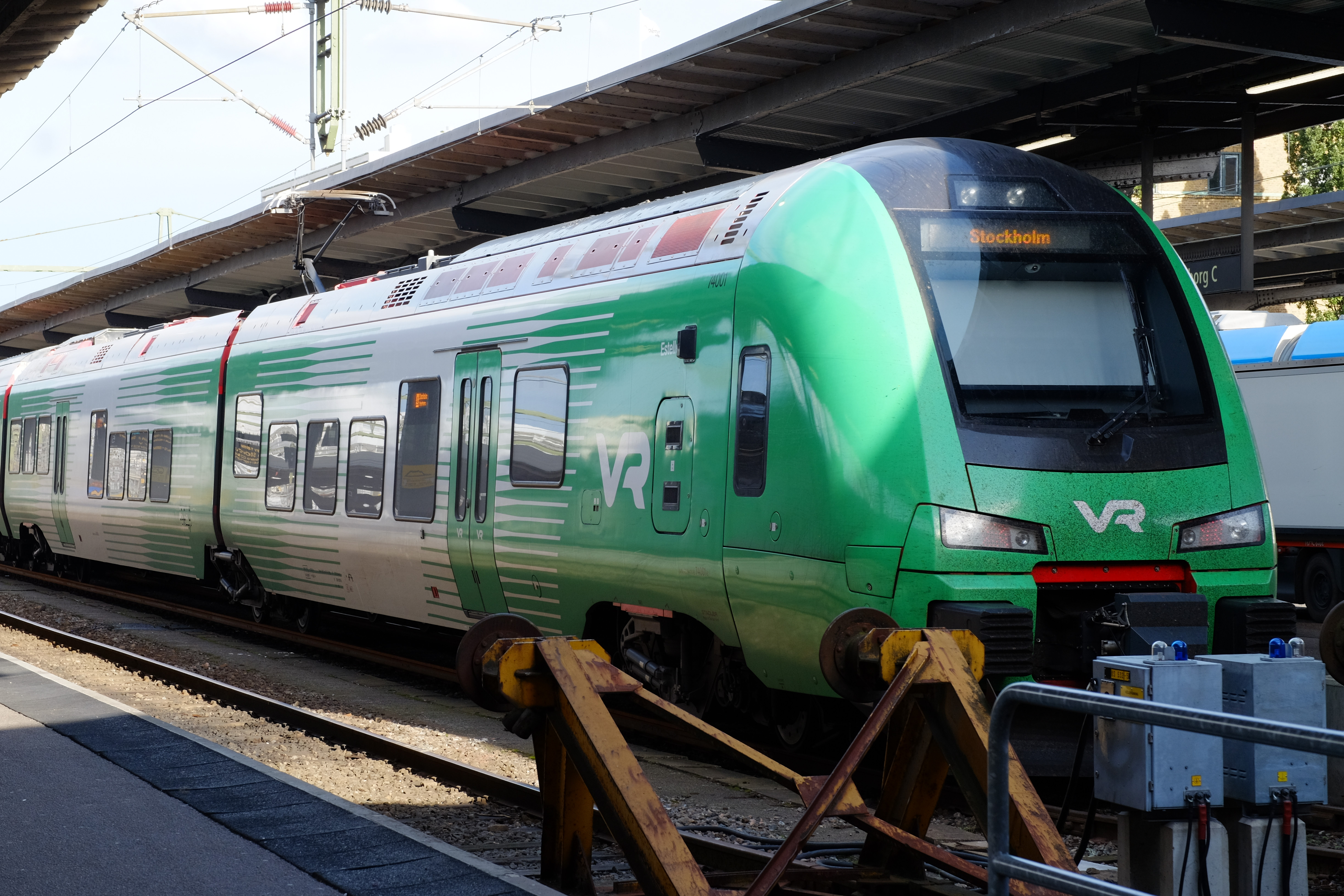
VR Snabbtåg Sverige

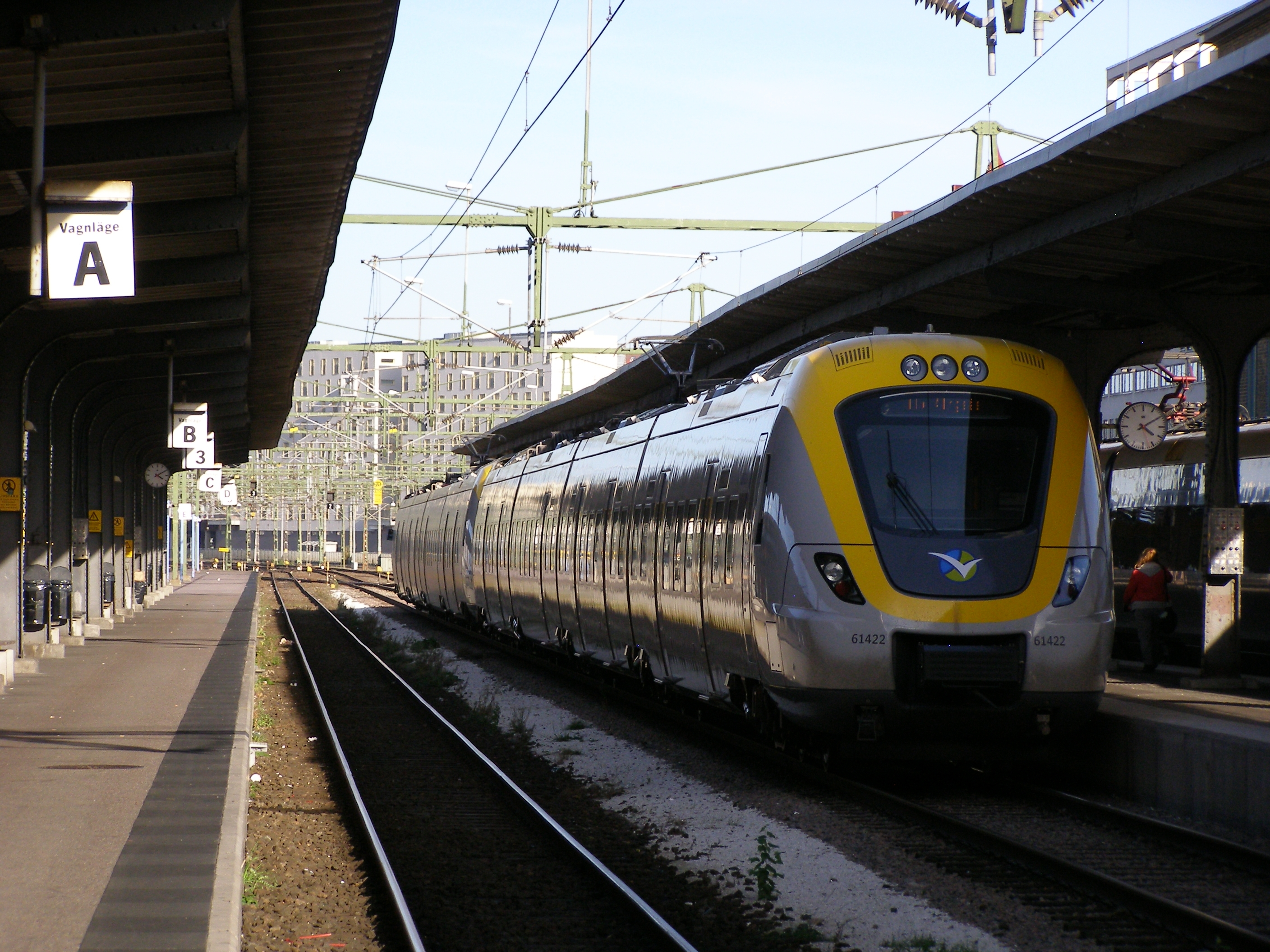
Västtrafik-tåg

Göteborgs centralstation är navet i Västsverige. I tabellen nedan anges alla de linjer som har Göteborgs central som slutstation. 
| Linje   | Linjesträckning                                                  |
| ------- | ---------------------------------------------------------------- |
| L57     | Göteborg C-Hallsberg-Örebro-Västerås-Stockholm C                 |
| L60     | Göteborg C-Skövde-Hallsberg-Katrineholm-Stockholm C              |
| L62     | Göteborg C-Falköping-Skövde-Töreboda                             |
| L63     | Göteborg C-Herrljunga-Lidköping-Mariestad-Hallsberg-Örebro       |
| L66     | Göteborg C-Falköping-Jönköping-Nässjö                            |
| L71     | Göteborg C-Karlstad-Hallsberg-Stockholm C                        |
| L72     | Göteborg C-Trollhättan-Vänersborg                                |
| L96     | Göteborg C-Alvesta-Kalmar                                        |
| L97     | Göteborg C-Borås                                                 |
| L100    | Göteborg C-Varberg-Halmstad-Helsingborg-Lund-Malmö C-København H |
| L130    | Göteborg C-Uddevalla-Strömstad                                   |
| L131    | Göteborg C-Alingsås                                              |
| L132    | Göteborg C-Kungsbacka                                            |
| L133    | Göteborg C-Älvängen                                              |
| L134    | Göteborg C-Varberg                                               |
| Vy RE20 | Göteborg C-Trollhättan-Öxnered-Ed-Halden-Fredrikstad-Oslo S      |
| VR      | Göteborg C-Alingsås-Herrljunga-Skövde-Södertälje Syd-Stockholm C |

## Framtidsplaner

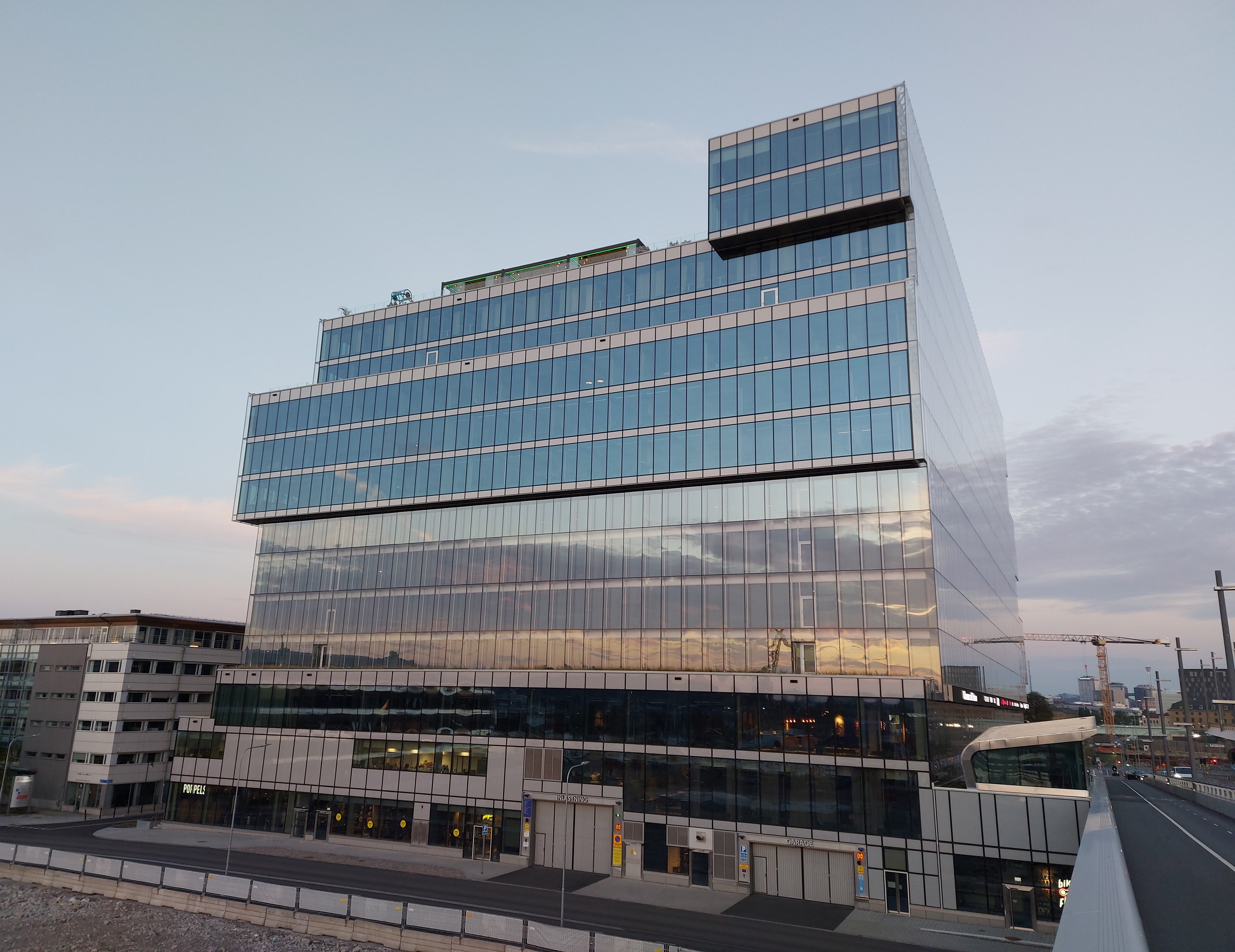
Platinan, ett av flera nya höghus som byggts upp vid Göteborgs centralstation.

En ny underjordisk station håller på att byggas något norr om dagens stationsbyggnad, i samband med byggandet av tunneln Västlänkens första del öppnas år 2026. Hela Västlänken kommer dock att vara klar 2030 och mellan 2026 och 2030 nås de nya spåren endast österifrån. Den nya stationen kommer att ha fyra spår och trafikeras av pendeltåg och regionaltåg. Dagens station kommer att behållas för regionaltåg och fjärrtåg.
Skälet för byggandet av Västlänken är dels ökad kapacitet, alltså fler tåg, och dels att kunna få två nya stationer Haga och Korsvägen med snabba byten till spårvagn. Fjärrtåg står länge vid ändstationer eftersom de ska städas och personal behöver matpaus. De tar därför mycket plats på sådana stationer och många av dagens spår kommer fortsatt att behövas.

### Göteborg Grand Central
Den nya stationsbyggnaden, med namnet Göteborg Grand Central, uppförs av Peab för fastighetsägaren Jernhusen och beräknas vara klar när Västlänken station Centralen öppnar som säckstation år 2026. Byggnaden är på 15 000 kvadratmeter, varav cirka 8 000 kvadratmeter kontor med 700 arbetsplatser. Kontorsdelen beräknas färdigställas år 2027. Byggnaden uppförs med stomme och bjälklag till största delen i trä och fasad i återbrukat tegel.